# František Herman
František Herman (* 10. dubna 1942 Náchod) je český fagotista a hudební pedagog, představitel české dechové školy.
V roce 1967 se stal sólofagotistou orchestru České filharmonie. Výrazně se také uplatňoval jako sólista a komorní hráč. Jeho repertoár obsahuje všechna stěžejní díla fagotové literatury, realizoval několik desítek LP a CD. Spolupracuje s renomovanými hudebními tělesy, např. s Českým komorním orchestrem, Dvořákovým komorním orchestrem, Solistes Europeens Luxembourg. Od sedmdesátých let je sólistou souboru Ars rediviva, s nímž uskutečnil řadu nahrávek.
Byl profesorem AMU a od r. 2006 také předsedou Akademického senátu její Hudební fakulty. Vyučuje na mistrovských interpretačních kurzech v Česku i v zahraničí, je porotcem prestižních mezinárodních soutěží.

## Diskografie (výběr)
- Wolfgang Amadeus Mozart: Koncert B dur KV 191 - Jan Nepomuk Hummel: Koncert F dur - Richard Strauss: Dvojkoncert pro klarinet, fagot a orchestr (společně s Bohuslavem Zahradníkem). Supraphon 2003 (výběr nahrávek Supraphonu z let 1983 - 2001)